# 小行星5746
小行星5746（英語：5746）是一颗围绕太阳公转的小行星。1991年2月5日，M. Arai、H. Mori在寄居町发现了此天体。
这颗小行星的绝对星等为16.05194948106418等。